# Nyamusenyi (vattendrag i Bujumbura Rural)
Nyamusenyi är ett vattendrag i Burundi.   Det ligger i provinsen Bujumbura Rural, i den västra delen av landet, 26 km söder om huvudstaden Bujumbura.
Runt Nyamusenyi är det tätbefolkat, med 276 invånare per kvadratkilometer.